# Анхель Корреа
А́нхель Ма́ртін Корре́а Мартінес (ісп. Ángel Correa, нар. 9 березня 1995, Росаріо) — аргентинський футболіст, нападник і вінгер мадридського «Атлетіко» та національної збірної Аргентини.

## Клубна кар'єра
Народився 9 березня 1995 року в місті Росаріо. Вихованець футбольної школи клубу «Сан-Лоренсо». Перший професійний контракт на 4 роки підписав 23 вересня 2012 року.
Дебютував за першу команду клубу 31 березня 2013 року в матчі чемпіонату Аргентини проти «Ньюеллс Олд Бойз». Перший гол у чемпіонаті Аргентини Анхель забив 11 травня 2013 року у ворота «Боки Хуніорс». До кінця турніру Фіналь у 13 матчах за «Сан-Лоренсо» забив 4 голи. Також зіграв у 5 матчах Кубка Аргентини, але не зумів відзначитися у цьому турнірі забитими голами.
У сезоні 2013/14 Анхель Корреа став твердим гравцем основного складу. У двох чемпіонатах — Інісіалі та Фіналі — він провів 35 матчів з 38 можливих, при цьому забив 6 голів. Корреа допоміг своїй команді стати чемпіоном Аргентини (Фіналь 2013) і заробити путівку в розіграш Кубка Лібертадорес 2014 року. В цьому турнірі Корреа також постійно виходив у стартовому складі (за винятком четвертої гри групового етапу проти «Уніон Еспаньйоли», яку він пропустив), забив 2 голи. Перший гол приніс перемогу 1:0 в домашній грі групового етапу проти «Індепендьєнте дель Вальє», другий також приніс перемогу (з тим же рахунком) над «Греміу» у першій грі 1/8 фіналу. Востаннє Корреа зіграв у Кубку Лібертадорес за «святих» у повторній грі проти «Крузейру» в 1/4 фіналу. Після цього в турнірі наступила перерва, пов'язана з чемпіонатом світу у Бразилії.
28 травня, через 13 днів після гри з «Крузейру», гравець підписав контракт з мадридським «Атлетіко». Контракт Корреа з «Атлетіко» був розрахований на п'ять років, сума переходу склала 7,5 млн євро. Після ЧС-2014 року колишні партнери Корреа вийшли у фінал Кубка Лібертадорес, обігравши в півфіналі «Болівар». Корреа став переможцем турніру постфактум, так як у фіналі аргентинська команда здолала парагвайський «Насьональ». Планувалося, що гравець зіграє за «Сан-Лоренсо» в заключних стадіях Кубка Лібертадорес, які відбудуться в липні і серпні, однак у 19-річного нападника була виявлена кіста в одному із шлуночків серця, яка могла поставити під загрозу кар'єру і життя. Через це в червні в Нью-Йорку футболісту була проведена успішна операція на серці, після чого був тривалий період відновлення. Лише 24 листопада він провів своє перше тренування з «Атлетіко». 11 грудня, після підтвердження відновлення, було проведене офіційне підписання гравця клубом «Атлетіко». На другу частину сезону «Атлетіко» міг заявити тільки одного гравця, який не мав паспорт країни Євросоюзу, а на той момент в команді таких футболістів було два — Рауль Хіменес і Анхель Корреа. Тому тренерський штаб на чолі з Дієго Сімеоне вирішив до кінця сезону відпустити з цього дуету аргентинця.
10 липня 2015 року Корреа був офіційно представлений як новий гравець «Атлетіко». 22 серпня 2015 року Корреа дебютував ща «матрасників», замінивши Олівера Торреса в матчі чемпіонату проти «Лас-Пальмаса» (1:0).  19 вересня, в 4 турі Ла Ліги в матчі проти «Ейбара» Анхель забив свій перший гол за мадридців.
Гостьовий матч Ліги чемпіонів 2019—20 проти леверкузенського «Баєра» (2:1) став 200-им для гравця за «Атлетіко».
Станом на 15 листопада 2022 року встиг відіграти за мадридський клуб 373 матчі у всіх турнірах, в яких забив 67 голів.
31 січня 2024 року матч Ла-Ліги проти «Райо Вальєкано» став ювілейним, 400-м, у складі «Атлетіко» в усіх турнірах. 4 травня проти «Мальорки» провів свій 417-й матч в складі «Атлетіко», зрівнявшись за цим показником з 10-им гвардійцем в історії клубу Габі.

## Виступи за збірні
Протягом 2014–2015 років залучався до складу молодіжної збірної Аргентини, разом з якою 2015 року брав участь у молодіжному кубку Америки, де забив 4 голи і став з командою переможцем турніру. Ця перемога вивела аргентинців на молодіжний чемпіонат світу 2015 року, де Корреа також забив два голи, але команда не змогла вийти з групи. Всього на молодіжному рівні зіграв у 10 офіційних матчах, забив 8 голів.
4 вересня 2015 року дебютував в офіційних матчах у складі національної збірної Аргентини в товариській грі проти збірної Болівії (7:0). На 81 хвилині Анхель вийшов на поле замість Есек'єля Лавессі, а вже за три хвилини забив свій перший гол. Наразі провів у формі головної команди країни 12 матчів, забивши 1 гол.
| Дата       | Місто         | Господарі | Результат | Гості     | Турнір            | Голи | Примітки |
| ---------- | ------------- | --------- | --------- | --------- | ----------------- | ---- | -------- |
| 04-09-2015 | Х'юстон       | Аргентина | 7 – 0     | Болівія   | товариський матч  | 1    | 81'      |
| 8-9-2015   | Арлінгтон     | Аргентина | 2 – 2     | Мексика   | товариський матч  | -    | 77'      |
| 8-10-2015  | Буенос-Айрес  | Аргентина | 0 – 2     | Еквадор   | Відбір до ЧС 2018 | -    |          |
| 29-3-2016  | Кордова       | Аргентина | 2 – 0     | Болівія   | Відбір до ЧС 2018 | -    | 31'      |
| 7-9-2016   | Мерида        | Венесуела | 2 – 2     | Аргентина | Відбір до ЧС 2018 | -    | 67'      |
| 7-10-2016  | Ліма          | Перу      | 2 – 2     | Аргентина | Відбір до ЧС 2018 | -    | 65'      |
| 11-11-2016 | Белу-Оризонті | Бразилія  | 3 – 0     | Аргентина | Відбір до ЧС 2018 | -    | 71'      |
| 28-3-2017  | Ла-Пас        | Болівія   | 2 – 0     | Аргентина | Відбір до ЧС 2018 | -    | 56'      |
| 16-10-2018 | Джидда        | Бразилія  | 1 – 0     | Аргентина | товариський матч  | -    | 62' 67'  |
| 17-11-2018 | Кордова       | Аргентина | 2 – 0     | Мексика   | товариський матч  | -    | 24' 46'  |
| 26-3-2019  | Танжер        | Марокко   | 0 – 1     | Аргентина | товариський матч  | 1    | 62'      |
| 9-10-2019  | Дортмунд      | Німеччина | 2 – 2     | Аргентина | товариський матч  | -    | 46'      |
| Усього     |               | Матчів    | 12        |           | Голів             | 2    |          |

## Титули і досягнення
- Чемпіон Аргентини (1):

«Сан-Лоренсо»: 2013 (Інісіаль)
- Володар Кубка Лібертадорес (1):

«Сан-Лоренсо»: 2014
- Володар Суперкубка УЄФА (1):

«Атлетіко»: 2018
- Переможець Ліги Європи (1):

«Атлетіко»: 2017-18
- Чемпіон Іспанії (1):

«Атлетіко»: 2020-21
- Чемпіон Південної Америки (U-20): 2015
- Чемпіон світу: 2022
- Переможець Кубка Америки: 2021